# مارتین جی فتمن
مارتین جی فتمن (به انگلیسی: Martin J. Fettman) فضانورد اهل کشور ایالات متحده آمریکا است که در ۳۱ دسامبر ۱۹۵۶ میلادی در بروکلین، نیویورک زاده شد. وی در مأموریت اس‌تی‌اس-۵۸ حضور داشته است.